# Bezirksbürgermeister (Nordrhein-Westfalen)
Bezirksbürgermeister ist in Nordrhein-Westfalen eine in kreisfreien Städten auf Ratsbeschluss für den Vorsitzenden der Bezirksvertretung anstelle der Amtsbezeichnung Bezirksvorsteher gewählte Bezeichnung.
Diese Möglichkeit ist geregelt in § 36 Abs. 2 Gemeindeordnung für das Land Nordrhein-Westfalen.

## Anwendung
Die Bezeichnung erscheint in der Hauptsatzung der jeweiligen Stadt, teilweise mit Nennung des Bezugs „Bezirksvorsteher“. Die einzigen kreisfreien Städte, in denen die Amtsbezeichnung Bezirksbürgermeister aktuell keine Verwendung findet, sind Krefeld und Mönchengladbach (Stand: September 2021).
| Stadt               | Beschluss         | Hauptsatzung |
| ------------------- | ----------------- | --- |
| Aachen              |                   | § 4 Abs. 4: Die Vorsitzenden der Bezirksvertretungen führen die Bezeichnung „Bezirksbürgermeisterin oder Bezirksbürgermeister des Stadtbezirks“ mit einem die Bezirksvertretung kennzeichnenden Zusatz. |
| Bielefeld           | 16. Dezember 2020 | § 6 Abs. 3: Die/der Vorsitzende führt die Bezeichnung „Bezirksbürgermeisterin/Bezirksbürgermeister“. |
| Bochum              |                   | § 6 Abs. 4: Die Bezirksvorsteherinnen und Bezirksvorsteher führen die Bezeichnung Bezirksbürgermeisterin bzw. Bezirksbürgermeister.                                                                     |
| Bonn                |                   | |
| Bottrop             |                   | § 13 Abs. 5: Die Vorsitzenden der Bezirksvertretungen führen die Amtsbezeichnung „Bezirksbürgermeister“, ihre Stellvertreter die Amtsbezeichnung „Stellvertreter des Bezirksbürgermeisters“.            |
| Dortmund            | 14. Dezember 2007 | keine spezielle Regelung, die Bezeichnung wird einfach benutzt |
| Duisburg            |                   | § 4 Abs. 1: Die Bezirksvorsteherinnen und Bezirksvorsteher führen die Bezeichnung Bezirksbürgermeisterin bzw. Bezirksbürgermeister.                                                                     |
| Düsseldorf          |                   | keine spezielle Regelung, die Bezeichnung wird einfach benutzt |
| Essen               |                   | § 3 Abs. 4: Die Bezirksvorsteher/-innen führen die Bezeichnung „Bezirksbürgermeisterin“ bzw. „Bezirksbürgermeister“.                                                                                    |
| Gelsenkirchen       |                   | Bezirkssatzung, § 3 Abs. 1: Die Vorsitzenden der Bezirksvertretungen […] führen die Bezeichnung „Bezirksbürgermeisterin“ oder „Bezirksbürgermeister“; […].                                              |
| Hagen               |                   | |
| Hamm                |                   | |
| Herne               |                   | |
| Köln                |                   | indirekt in § 3 Abs. 3: Jede Bezirksvertretung wählt aus ihrer Mitte ohne Aussprache die Bezirksbürgermeisterin / den Bezirksbürgermeister […].                                                         |
| Leverkusen          |                   | |
| Mülheim an der Ruhr |                   | |
| Münster             |                   | § 3 Abs. 3: Die Vorsitzenden der Bezirksvertretungen führen die Bezeichnung „Bezirksbürgermeister“ bzw. „Bezirksbürgermeisterin“.                                                                       |
| Oberhausen          |                   | § 6 Abs. 3: Die Bezirksvorsteherinnen / Bezirksvorsteher führen die Bezeichnung Bezirksbürgermeisterin / Bezirksbürgermeister; […].                                                                     |
| Remscheid           |                   | |
| Solingen            |                   | |
| Wuppertal           |                   | |